# 싱가포르 메소디스트 여학교
메소디스트 여학교(Methodist Girls' School, MGS)는 싱가포르 부킷 티마(Bukit Timah)에 소재한 여자 사립 학교이다.

## 개교
이 학교는 1887년에 첫 개교되었다.

## 트리비아
대한민국 여성 가수 겸 뮤지컬배우 故 장덕이 1968년 5월 전입학하여 1968년 8월, 이 학교 초등부를 수료한 바 있다.